# 杨靖宇烈士陵园
杨靖宇烈士陵园，位于中国吉林省通化市东昌区，是一座为纪念在东北抗日中牺牲的东北抗日联军将领杨靖宇将军修建的陵园，修建于1957年，由杨靖宇烈士陵园和东北抗日联军纪念馆组成。
1961年4月13日，杨靖宇烈士陵园被公布为省级文物保护单位，类型为近现代史迹及代表性建筑。该文物保护单位由通化市民政局管理。

## 历史
有个别资料显示靖宇陵园在满洲国时期日本人建造的通化神社旧址上修建。
杨靖宇烈士陵园的历史年代为1957年。
1958年2月23日，杨靖宇烈士陵园举行了杨靖宇同志公祭安葬大会。毛泽东、刘少奇、周恩来和朱德等中国时任领导人，以及朝鲜民主主义人民共和国领导人金日成等敬献花圈。